# Зловонный епископ

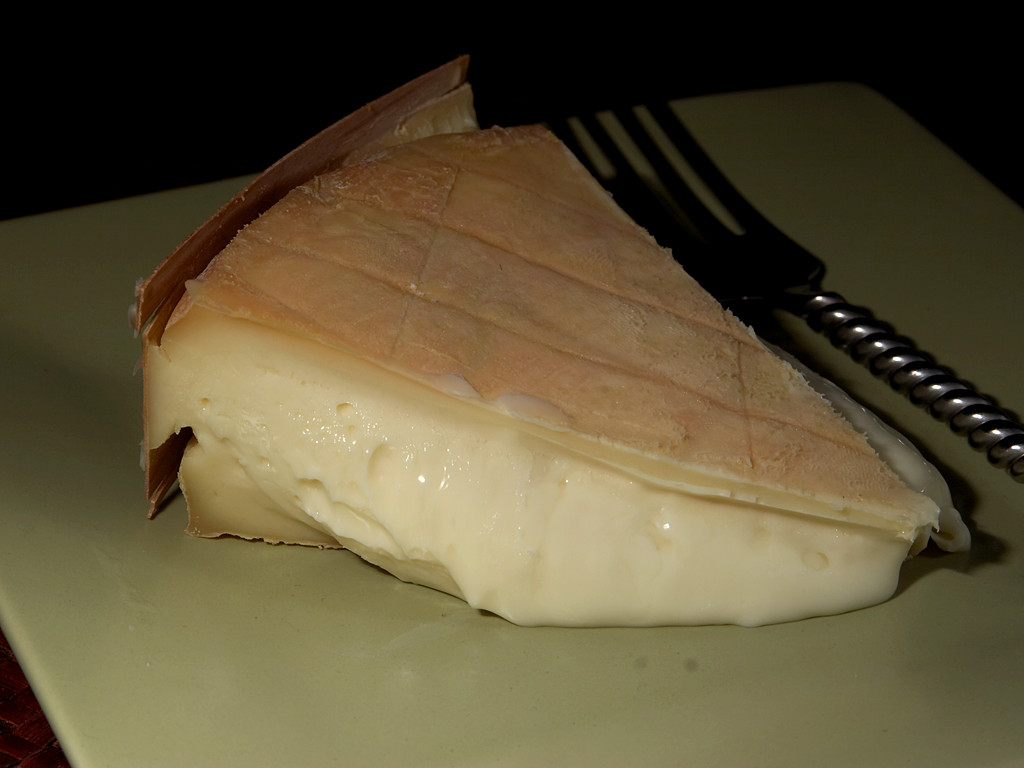

Stinking Bishop — мягкий английский сыр из молока коров глостерской породы.  

## Описание
Жирность 48 %. Цвет от белого и желтого до бежевого, цвет корочки от оранжевого до серого цвета. Консистенция полужидкая. Обладает резким запахом, который ему придает груша сорта «Зловонный епископ». Раз в 4 недели при созревании сыр погружают в грушевый сидр, получаемый из плодов одноимённого сорта. Сыр производят с 1972 года Чарльз Мартелл и его сын на ферме в Глостершире. 
Этот сыр обрел мировую знаменитость после выхода мультфильма «Уоллес и Громит: Проклятие кролика-оборотня». В мультфильме Уоллеса возвращают к жизни запахом кусочка сыра. После мультфильма спрос на сыр вырос на 500 %.

## История
В 1972 году в мире осталось всего 68 коров глостерской породы. Чарльз Мартелл скупил многих выживших коров и начал производить сыр из их молока, изначально это было для того, чтобы повысить интерес к этой породе. 